# Acaraibergen
Acaraibergen (engelska: Acarai Mountains, även: Akarai Mountains eller Acarahy Mountains, portugisiska: Serra Acaraí) är en bergskedja, på gränsen mellan Brasilien (delstaten Pará) och södra Guyana. Bergskedjans höjder sträcker når generellt sett upp till cirka 600 meter över havet. Den sträcker sig omkring 130 kilometer i en öst-västlig riktning. Acaraibergen utgör en del av Amazonområdets norra vattendelare. Hela bergsområdet täcks av en tät tropisk regnskog och kartlades först under 1970-talet av satelliter.
Bergskedjans högsta punkt ligger på 1 009 m ö.h. I öster tar Tumuc-Humacbergen vid längs med Brasiliens gräns mot Surinam och Franska Guyana.